# Aralia racemosa
Aralia racemosa é uma espécie de Aralia.